# Leopoldia ghouschtchiensis
Leopoldia ghouschtchiensis ist eine Pflanzenart aus der Gattung Leopoldia.

## Beschreibung
Die Zwiebeln sind länglich-eiförmig und messen 2 × 1,5 Zentimeter. Die Zwiebelhäute sind bräunlich. Es sind vier Blätter vorhanden. Diese sind 24 × 1,6 Zentimeter groß, linealisch, schwach rinnig und kürzer als der Blütenstand. Der Schaft ist aufrecht und 27,5 Zentimeter groß. Der Blütenstand ist eine lockere, zylindrisch-längliche Traube, die 11,5 × 1,2 Zentimeter misst. Die Blütenstiele unfruchtbarer Blüten sind 5 Millimeter groß, violett und aufsteigend oder gebogen. Fruchtbare Blüten sind 55 vorhanden. Sie sind 4 bis 5 × 2 Millimeter groß, waagerecht, glocken- bis röhrenförmig und grün oder braun-gelb. Die Zipfel sind 0,5 Millimeter groß, schwarz und zurückgebogen. Unfruchtbare Blüten sind 20 bis 25 vorhanden. Sie sind 1,5 × 0,5 bis 1 Millimeter groß, aufsteigend, glockenförmig und strahlend violett.

## Vorkommen
Die Art ist bislang nur vom Fundort des Holotyps im Iran in der Provinz West-Aserbaidschan an der Straße von Salmas nach Uromieh bei Ghouschtchi in einer Höhe von 1750 Meter bekannt.

## Systematik
Leopoldia ghouschtchiensis wurde 2011 von Jafari und Maassoumi erstbeschrieben. Der Name Leopoldia ghouschtchiensis bezieht sich auf Ghouschtchi, wo der Holotyp gesammelt wurde. Die nächste Verwandte der Art soll Leopoldia cycladica subsp. subsessilis sein.

## Belege
- Azarnoosh Jafari, Ali Ashar Maassoumi: Synopsis of Leopoldia, Muscari and Pseudomuscari (Hyacinthaceae) in Iran, with Leopoldia ghouschtchiensis sp. nova. In: Annales Botanici Fennici. Band 48, Nr. 5, S. 396–400, PDF-Datei.